# Theodor Vogelstein
Theodor Max Vogelstein (geboren 18. Mai 1880 in Stettin; gestorben 5. Mai 1957 in Paris) war Bankier und Industrieller.

## Leben
Theodor Vogelstein war der dritte Sohn des Stettiner Rabbiners Heinemann Vogelstein. Hermann Vogelstein, Ludwig Vogelstein und Julie Braun-Vogelstein waren seine Geschwister.
1901 schloss Theodor Vogelstein sein Studium als Dr. oec. publ. ab. 1910 habilitierte er sich für das Fach Nationalökonomie an der Universität München und lehrte dort eine Zeitlang als Privatdozent. Im Ersten Weltkrieg war er Direktor der Kriegsmetallgesellschaft. 1918/19 gehörte Vogelstein zu den Gründern der Deutschen Demokratischen Partei. Von 1919 bis 1933 wirkte er als Bankier in Berlin, hier war er u. a. Teilhaber des Bankhauses C. Kretschmar und stiller Teilhaber von J. Dreyfus & Co. Er war daneben Aufsichtsratsmitglied von Braunkohle- und Elektrizitätsgesellschaften. Vogelstein war ferner Mitglied der Gesellschaft für soziale Reform, des Vereins für Socialpolitik sowie 1918/19 der Sozialisierungskommission.
Er emigrierte 1933 nach Frankreich, dann nach England, dann in die USA.

## Veröffentlichung
- Grundfragen der englischen Volkswirtschaft. Gemeinsam mit Rudolf Leonhard, Edgar Jaffé u. Moritz Julius Bonn. Duncker & Humblot, München 1913.